# Guzmania alcantareoides
Guzmania alcantareoides är en gräsväxtart som beskrevs av Hans Edmund Luther. Guzmania alcantareoides ingår i släktet Guzmania och familjen Bromeliaceae. Inga underarter finns listade i Catalogue of Life.